# Pearl Jam (album)
A Pearl Jam együttes 2006. május 2-án megjelent, önmagukról elnevezett albuma. A banda történetében most kellett a rajongóknak legtovább várniuk egy új stúdióalbum megjelenéséig, a 2002-es Riot Act óta majdnem kerek négy év telt el. A Rolling Stone magazin az "utóbbi tíz év legjobb Pearl Jam albumá"-nak titulálta a CD-t, és a 2006-os év top 50 lemeze között a 13. helyre rangsorolta. A Billboard listán is 2006 90. legkelendőbb lemeze lett a "Pearl Jam".
2006. szeptember 19-én Olaszországban, Torinóban a csapat az egész album anyagát a lemezen szereplő sorrendben játszotta le. (Az együttes egyik legnagyobb rajongóbázisa Olaszországban van.) Ez egyébként az 1992-es müncheni koncertjükre emlékeztet, mikor a Ten albumot játszották le elejétől a végéig.

## Felvételek
A lemez producere a Pearl Jam és Adam Kasper voltak, a felvételek a seattle-i Studio X-ben készültek, ahogyan a keverés is. Ez volt az első alkalom a Pearl Jam történetében, hogy a dobosuk, Matt Cameron legalább három album erejéig a bandával maradt. (A korábbi dobosok hamarabb távoztak az együttesből.)

## Zene és dalszöveg
Sokak szerint ez a lemez visszatérés a banda gyökereihez, még maga Mike McCready is a Vs.-hez hasonlította egy 2005-ben adott interjúban. Ez az együttes második olyan albuma, melynek dalszövegei nem tartalmaznak szitokszavakat ( a Binaural volt az első), a dalok témái ellenére sem: szegénység, a mostani amerikai politikai helyzet, magányosság, az élet elölről kezdése, a múlt feledése, stb. Most először írt a gitáros Mike McCready is dalszöveget (a záró dal, az "Inside Job" címűét).

## Borító
A borító egy félbevágott avokádót ábrázol, ez valószínűleg utalás lehet az amerikai Green Party (Zöld Párt) szlogenjére, ami így hangzik: "zöld kívül-belül". Mivel az album címe megegyezik a banda nevével, sok rajongó az egyszerűség kedvéért a borítón látható avokádó miatt egyszerűen csak "avokádó album"-nak nevezi a lemezt.(A borító egy magazin listája alapján a 2006-os év 25 legrosszabb lemezborítója közé sorolható.)
A borító elején az avokádóban bennehagyták a magot, a hátoldalon a mag nélküli fél látható, míg a belső borítón csak a mag. Fernando Apodaca jegyzi az album design-ját csakúgy, mint a "Life Wasted" videóját.

### Alternatív verziók
Akik elővételben rendelték meg a lemezt az együttes honlapján, másmilyen kinézetű CD-t kaptak. Ez a változat inkább egy könyv formájához hasonlít, az eredeti digipack verzió helyett. Pluszban egy korábban még meg nem jelent 1992-es koncert felvétele is járt hozzá (Live in NYC 12/31/92). Említésre méltó még, hogy kiadták a lemez bakelit verzióját is, limitált példányszámú egyszeri kiadásként, ahogyan korábban a No Code és a Binaural albumok esetében is.

## Fogadtatás
A Pearl Jam a brit listákon 5. helyen nyitott, ami a 2000-es lemez, a Binaural óta a legjobb eredményük volt. Az USA-ban 2. helyezett lett, 279 564 eladott darabbal az első héten. Eddig az album több mint 1 700 000 példányban kelt el világszerte. Ez bizonyos tekintetben az együttes visszatérését jelentő lemez, ugyanis népszerűbb lett, mint elődje, a 2002-es Riot Act, bár a korábbi hat album eladási mutatóit nem tudta megismételni. Ám mivel egy gyenge lemezeladásokat produkáló évben jelent meg, a Billboard összesített éves eladási listáján jobb helyezést ért el a két megelőző lemeznél. A Pearl Jam aranylemez lett az USA-ban.
A lemezen megtalálható a kislemezként is kiadott "World Wide Suicide" és "Life Wasted". A "Gone" rádió-slágerré vált (legalábbis Amerikában), holott sosem jelent meg hivatalosan kislemezként. Az első dal, a "World Wide Suicide" a B-oldalas párjával, az "Unemployable" című dallal együtt letölthető volt az online zeneáruházakból már 2006. március 14-én. Mindkettő megjelent a kiadott albumon is.

## Számok
1. Life Wasted (Gossard, Vedder) – 3:54
2. World Wide Suicide (Vedder) – 3:29
3. Comatose (McCready, Gossard, Vedder) – 2:19
4. Severed Hand (Vedder) – 4:30
5. Marker in the Sand (McCready, Vedder) – 4:23
6. Parachutes (Gossard, Vedder) – 3:36
7. Unemployable (Cameron, McCready, Vedder) – 3:04
8. Big Wave (Ament, Vedder) – 2:58
9. Gone (Vedder) – 4:09
10. Wasted Reprise (Gossard, Vedder) – 0:53
11. Army Reserve (Ament, Vedder, Echols) – 3:45
12. Come Back (McCready, Vedder) – 5:29
13. Inside Job (McCready, Vedder) – 7:08

## Listás helyezések

### Album
| Év   | Lista               | Helyezés |
| ---- | ------------------- | -------- |
| 2006 | Ausztrál Lemezlista | 2        |
| 2006 | The Billboard 200   | 2        |
| 2006 | Kanadai lemezlista  | 2        |
| 2006 | Top Internet Albums | 2        |
| 2006 | United World Chart  | 2        |
| 2006 | Német Lemezlista    | 4        |
| 2006 | Ír Lemezlista       | 4        |
| 2006 | Brit Lemezlista     | 5        |

### Kislemezek
| Év   | Kislemez           | Lista                     | Helyezés |
| ---- | ------------------ | ------------------------- | -------- |
| 2006 | World Wide Suicide | US The Billboard Hot 100  | 41       |
| 2006 | World Wide Suicide | US Modern Rock Tracks     | 1        |
| 2006 | World Wide Suicide | US Mainstream Rock Tracks | 2        |
| 2006 | World Wide Suicide | US Hot Digital Songs      | 29       |
| 2006 | World Wide Suicide | US Pop 100                | 47       |
| 2006 | Life Wasted        | US Modern Rock Tracks     | 10       |
| 2006 | Life Wasted        | US Mainstream Rock Tracks | 13       |
| 2006 | Life Wasted        | UK Singles Chart          | 110      |
| 2006 | Gone               | US Modern Rock Tracks     | 40       |

## Adatok
- Jeff Ament – basszusgitár
- Stone Gossard – gitár
- Mike McCready – gitár
- Eddie Vedder – gitár, ének
- Matt Cameron – dob
- Boom Gaspar – Hammond B3, zongora, orgona
- Gitár technikus – George Webb
- Dob technikusok – Gregg Keplinger, Steve Rinkov, Aaron Mlasko
- Producerek: Adam Kasper és Pearl Jam
- A felvételeket készítette és mixelte – Adam Kasper
- Hangmérnökök – Sam Hofstedt és John Burton
- Album koncepció – Jerome Turner
- Festmények és szobrok – Fernando Apodaca
- Művészeti vezető – Jason Mueller
- Borítóképek – Brad Klausen
- Lemez dizájn – Fernando A., Jason M.
- Borítótervek – Brad Klausen, Eddie Vedder

## Kislemezek az albumról
- World Wide Suicide/Unemployable (2006)
- Life Wasted/Come Back (live) (2006)

Mindkét kislemezhez készült videó is.